# Nothomydas aquilonius
Nothomydas aquilonius is een vliegensoort uit de familie Mydidae. De wetenschappelijke naam van de soort is voor het eerst geldig gepubliceerd in 2012 door Dikow.
De soort komt voor in Namibië.